# 冯光钰
冯光钰（1935年9月—2011年2月20日），男，四川忠县人，中国民族音乐家、音乐教育家，曾任中国少数民族音乐学会会长，中国音乐家协会书记处常务书记，国家非物质文化遗产保护工作专家委员会委员。